# Köpfhaus

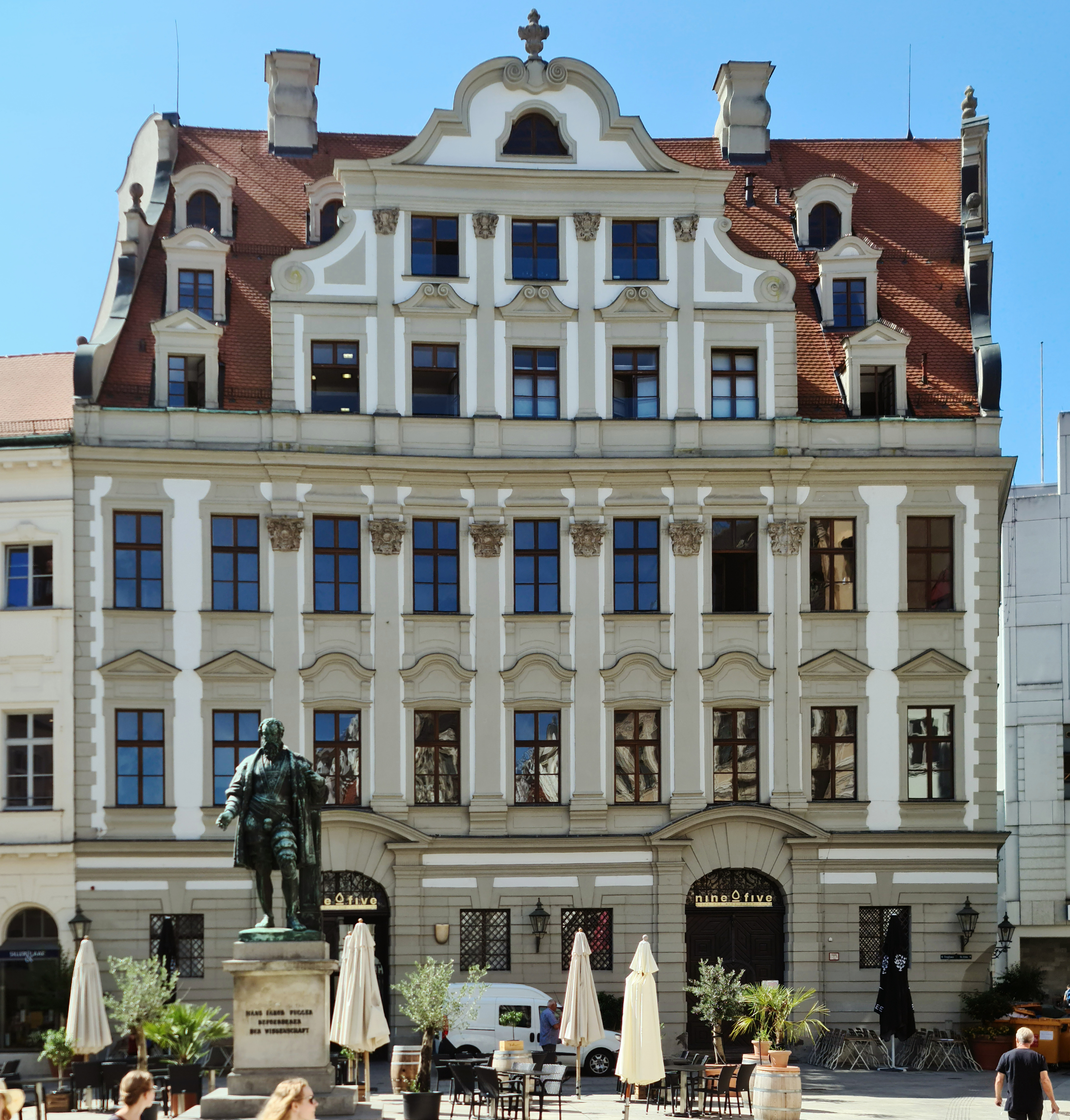
Ansicht der Nordfassade des Köpfhauses (2021)

Das Köpfhaus (auch Köpf’sches Palais) ist ein dreigeschossiges Eckhaus in der Innenstadt von Augsburg, das unter Denkmalschutz steht. Es befindet sich am Fuggerplatz 9 (ehemals Philippine-Welser-Straße 28) und besteht im Kern aus verschiedenen Häusern, die im Laufe der Jahrhunderte zu einem Bauwerk vereinigt wurden. Die ältesten Teile des Köpfhauses stammen aus dem 14. Jahrhundert.
Als besonderes Merkmal gilt das Satteldach, der Volutengiebel und das Zwerchhaus mitsamt geschweiftem Giebel. Zur Nord- und Westseite hin besitzt das Gebäude repräsentative Fassaden mit reicher Giebelausbildung.
Vor dem Haus befindet sich das Fuggerdenkmal.

## Geschichte
Im Jahr 1578 wurden die einzelnen Häuser durch den Baumeister Johannes Holl zu einem Gebäude mit einer gemeinsamen Nordfassade vereinigt. Seit dem Bestehen wurde es von Patriziern und Bürgermeistern bewohnt. Im Jahr 1712 kaufte Johann Köpf das Haus und vererbte es später an seinen Sohn. Dieser veranlasste 1738 einen Umbau durch den Architekten Johannes Andreas Schneidmann, der dem Gebäude sein heutiges Aussehen gab. Im Stile des Wiener Barocks wurden zweigeschossige Giebel angefügt und ausladende Portale eingebaut. Im Erdgeschoss wurde eine repräsentative Halle eingerichtet, die zusätzlich mit Deckenfresken versehen wurde.
Ende des 18. Jahrhunderts ging das Anwesen in den Besitz des Bankgeschäfts Georg Walther von Halder über und wurde schließlich 1913 von der Industrie- und Handelskammer erworben. Die Luftangriffe überstand das Gebäude ohne nennenswerte Beschädigungen. In den 1970er Jahren wurde es zunächst an die Firma Siller & Laar verkauft und später als Kaufhaus der Firma Karstadt genutzt. Seit 2009 befindet sich ein Kaffeehaus im Erdgeschoss.